# Roberto Olabe Aranzábal
Roberto Olabe Aranzabal (Vitòria, 20 d'octubre de 1967) és un exfutbolista (que jugava com a porter), entrenador, director i gestor esportiu basc.

## Trajectòria com a futbolista
Roberto Olabe va debutar en el CD Mirandés en Tercera Divisió. En aquest club va romandre durant les temporades (1989/91). Fitxat posteriorment pel Deportivo Alavés, que llavors militava en Segona Divisió B, va romandre en el club basc una temporada (1991/92) abans de fitxar per la UD Salamanca.
En el conjunt castellà va romandre durant tres temporades (1992/95). Després d'un primer intent fallit per ascendir a Segona Divisió, va assolir l'ascens en la seva segona temporada, per a -de manera consecutiva- ascendir de nou a primera divisió. No obstant això no va arribar a debutar en aquesta categoria amb la UD Salamanca, ja que iexe mateix estiu seria fitxat per la Reial Societat, equip en el qual va romandre quatre temporades (1995/99), sense aconseguir jugar amb continuïtat donada la regularitat del guardameta Alberto López.

## Trajectòria com a entrenador
Com a entrenador, Roberto Olabe va dirigir a la Reial Societat juvenil, amb la qual va ser campió de la Supercopa (1999/2001). La temporada 2001/2002 va ser ascendit al primer equip de la Reial Societat, substituint a Toshack i assolint la permanència en Primera després d'una brillant gestió al capdavant de l'equip, només esquitxada per les reiterades denúncies que va rebre per exercir com sense tenir el títol de tercer nivell, el qual acredita a la màxima categoria. Olabe feia les funcions d'entrenador, però els partits els signava com a delegat, sent el seu ajudant, el mític exjugador reialista Jesús María Zamora qui adjuntava el carnet d'entrenador i signant com a tal en les actes federatives.
Després d'un parèntesi com a Director Esportiu de la Reial Societat, va retornar a les banquetes al capdavant de la SD Éibar. Va dirigir al conjunt armer durant onze jornades de la temporada (2005/06) sense aconseguir la salvació de l'equip.

## Trajectòria com a director esportiu
Com a director esportiu va exercir en la Reial Societat durant tres campanyes(2002/05). De la mà de Roberto Olabe va arribar al club donostiarra l'entrenador Raynald Denoueix, amb el qual es va assolir el subcampionat en una temporada en la qual l'equip "txuri-urdin" va deixar escapar el títol de lliga en la penúltima jornada amb una derrota en el camp del Celta de Vigo. Després de l'èxit assolit en la temporada 2002/2003, i el pas per la Champions League en la temporada 2003/2004, la seva tasca va ser qüestionada, per diversos fitxatges de no aportaren massa al club. Va cessar en el càrrec l'any 2005.
La temporada 2006/2007, la UD Almeria encarrega a Olabe la direcció esportiva amb l'objectiu de confeccionar un projecte esportiu per pujar a Primera Divisió. Per al lloc d'entrenador, Olabe va comptar amb un vell conegut seu, el jove Unai Emery Etxegoien. Aquest i altres fitxatges van contribuir a aconseguir eixe preuat ascens.
No obstant això, una vegada arribada aquesta fita, Roberto Olabe va deixar l'Almería per a encarregar-se del disseny i execució de la Lliga de Filials, un projecte de la Lliga de Futbol Professional que encara no s'ha dut a terme. L'estiu de 2008 va fitxar pel Reial Valladolid per al càrrec de director esportiu per a les dues temporades següents.